# Cyclorama Building at Gettysburg
Le Cyclorama Building at Gettysburg (littéralement « Bâtiment du Cyclorama à Gettysburg »), ou simplement Cyclorama, était un bâtiment moderniste en béton et en verre servant de centre d'accueil des visiteurs du champ de bataille de Gettysburg, en Pennsylvanie. Plus précisément, il était situé au lieu-dit « Zeigler's Grove », remplaçant une tour d'observation datant de 1896.
La bâtiment de l'architecte autrichien Richard Neutra, issu du programme Mission 66 du National Park Service (NPS), exposait le Gettysburg Cyclorama (1883) de la bataille de Gettysburg du peintre français Paul Philippoteaux et d'autres pièces, tout en offrant une plate-forme d'observation sur la zone. Le bâtiment, inauguré en le 19 novembre 1962 pour le 99e anniversaire du discours de Gettysburg, a été démoli en 2013, notamment dans une politique de retrait des bâtiments récents d'une zone historique. Le Gettysburg Cyclorama a été déplacé au Gettysburg Museum and Visitor Center (en) après restauration.
Le bâtiment, lui, malgré sa démolition, est notable comme un joyau de l'architecture moderniste de l'époque : l'American Institute of Architects (AIA) décrivant par exemple le Cyclorama comme « l'un des bâtiments les plus importants construits par le [National Park Service] au cours du XXe siècle » ou encore l'architecte américano-canadien Frank Gehry estimant qu'il « reflète les idéaux les plus élevés de son époque et mérite notre plus haute appréciation ».

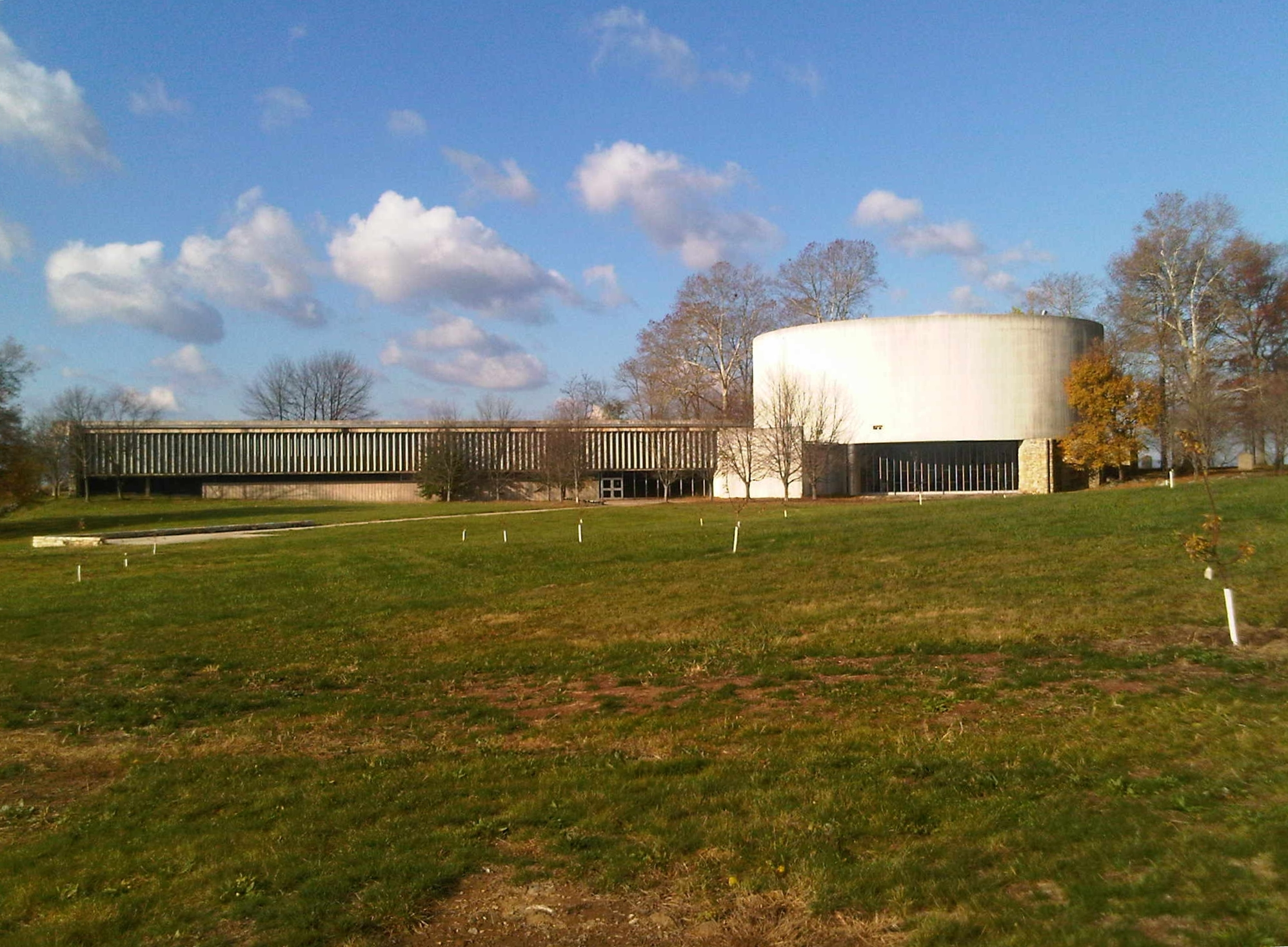
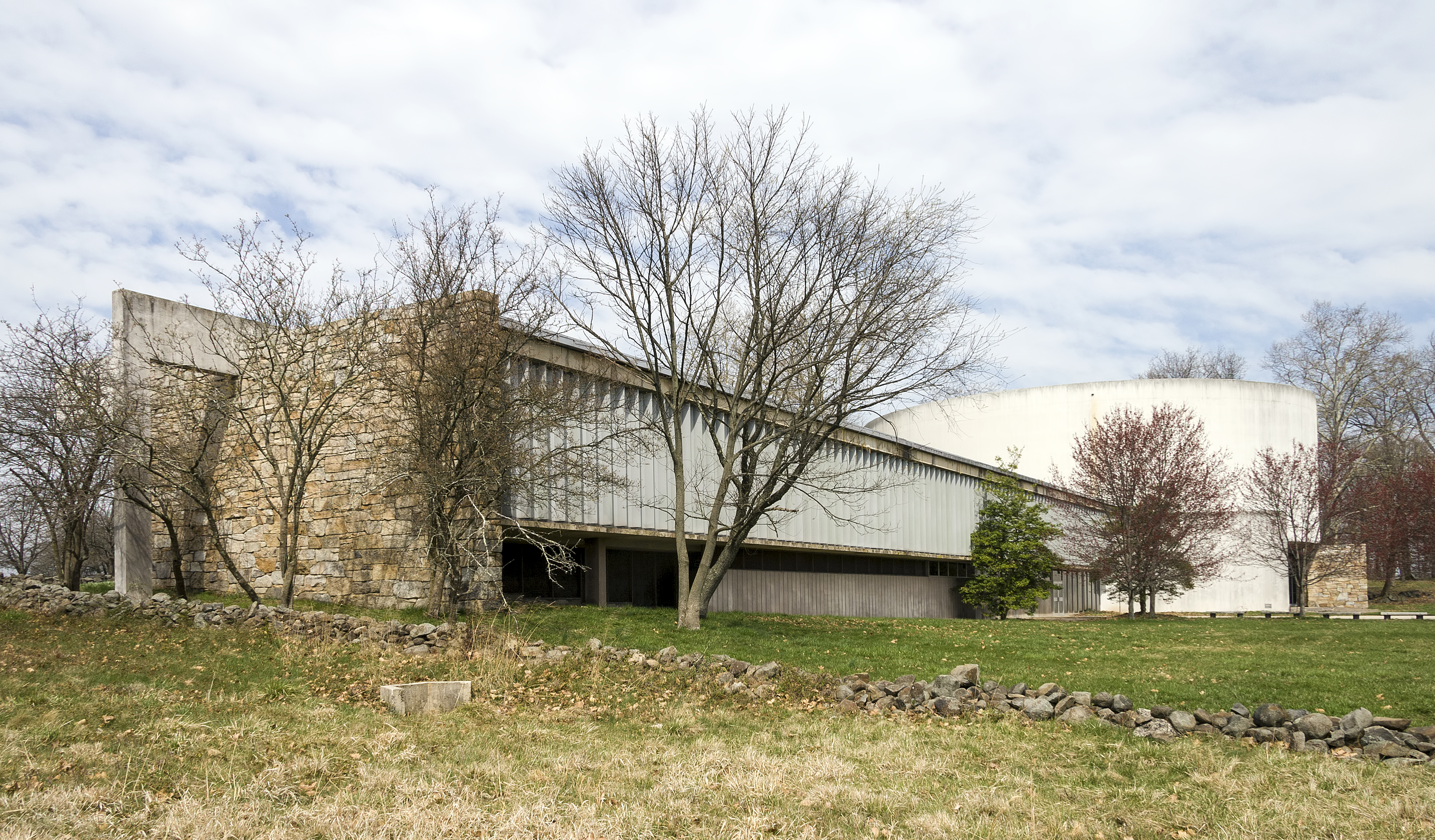
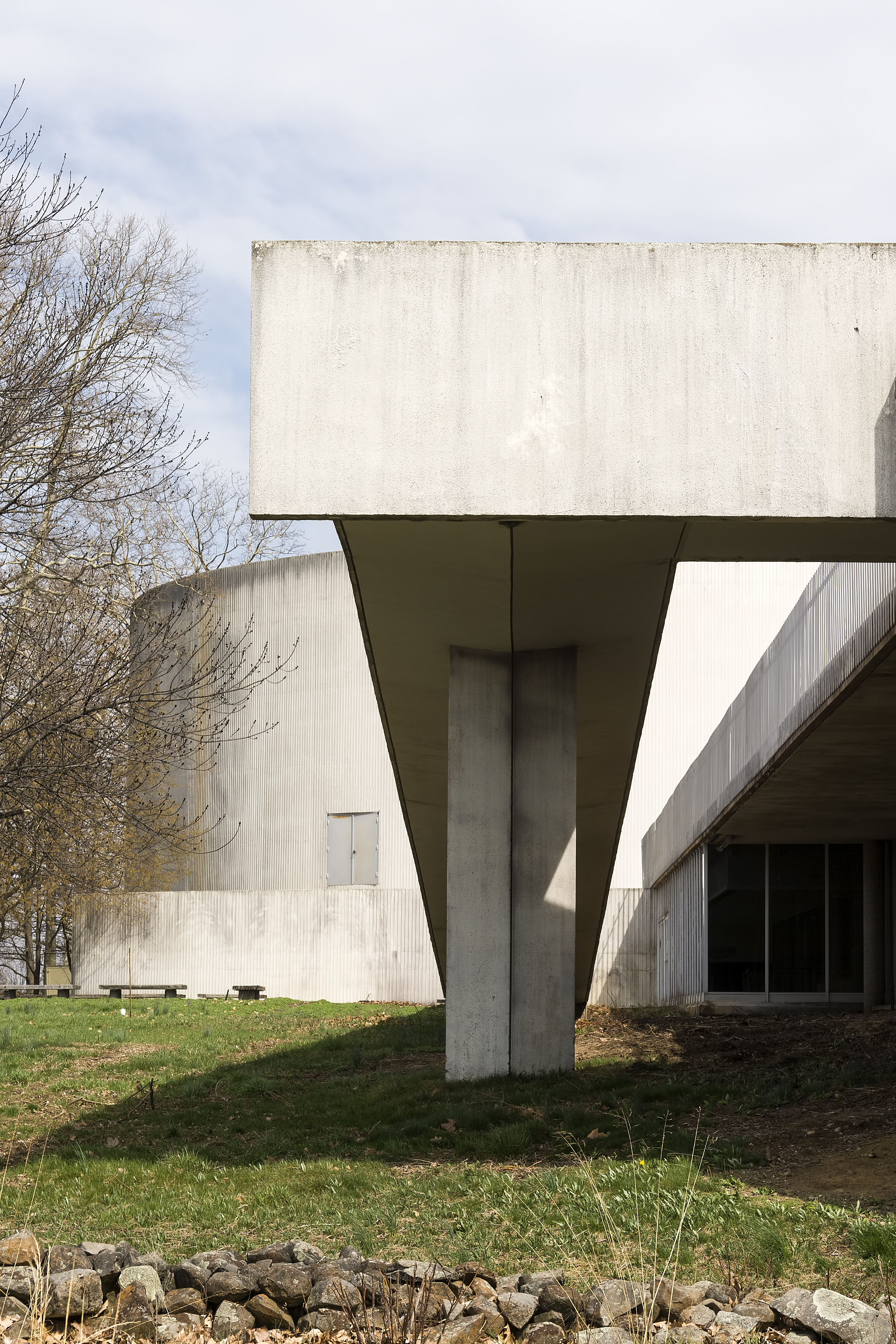
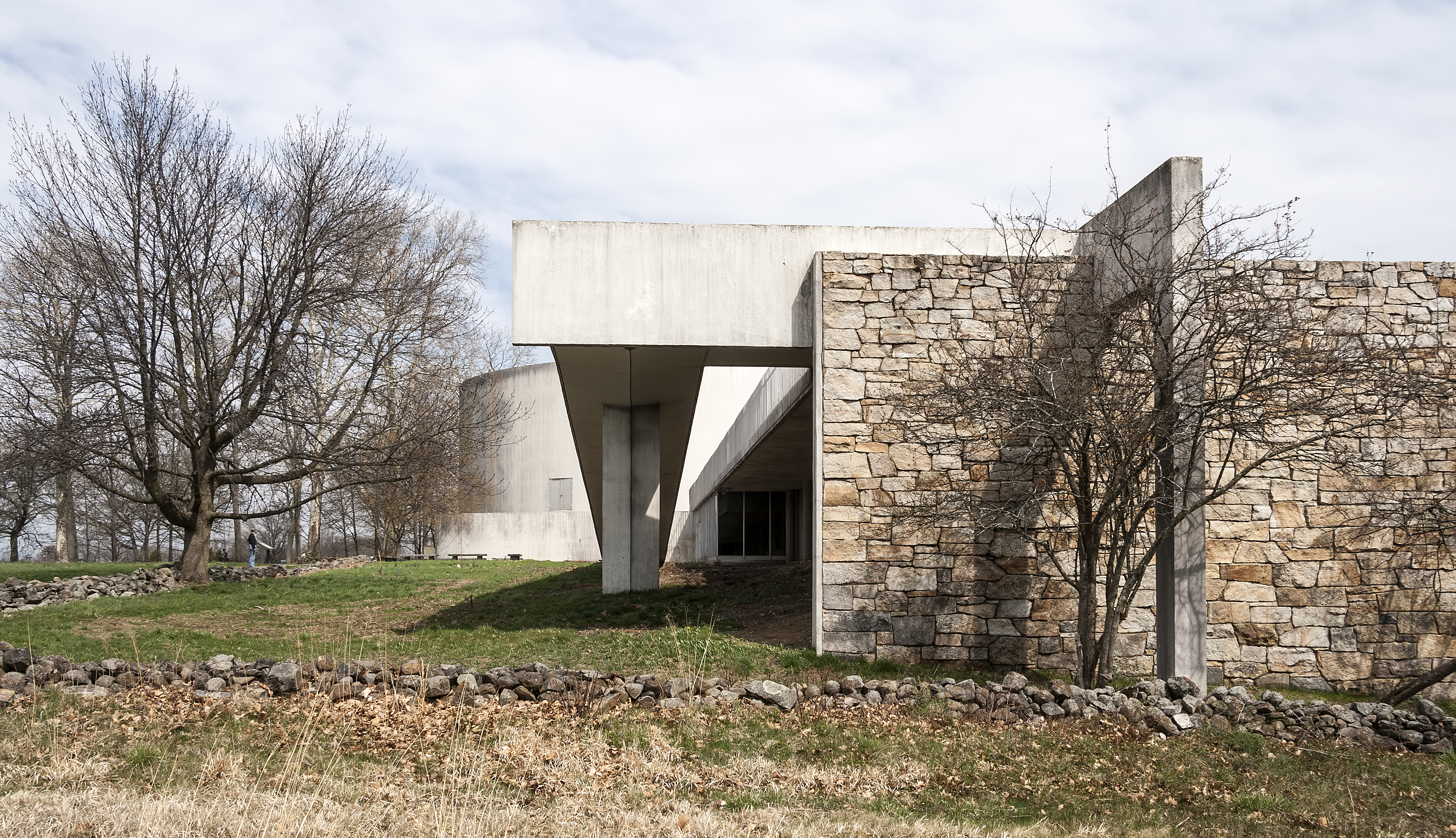
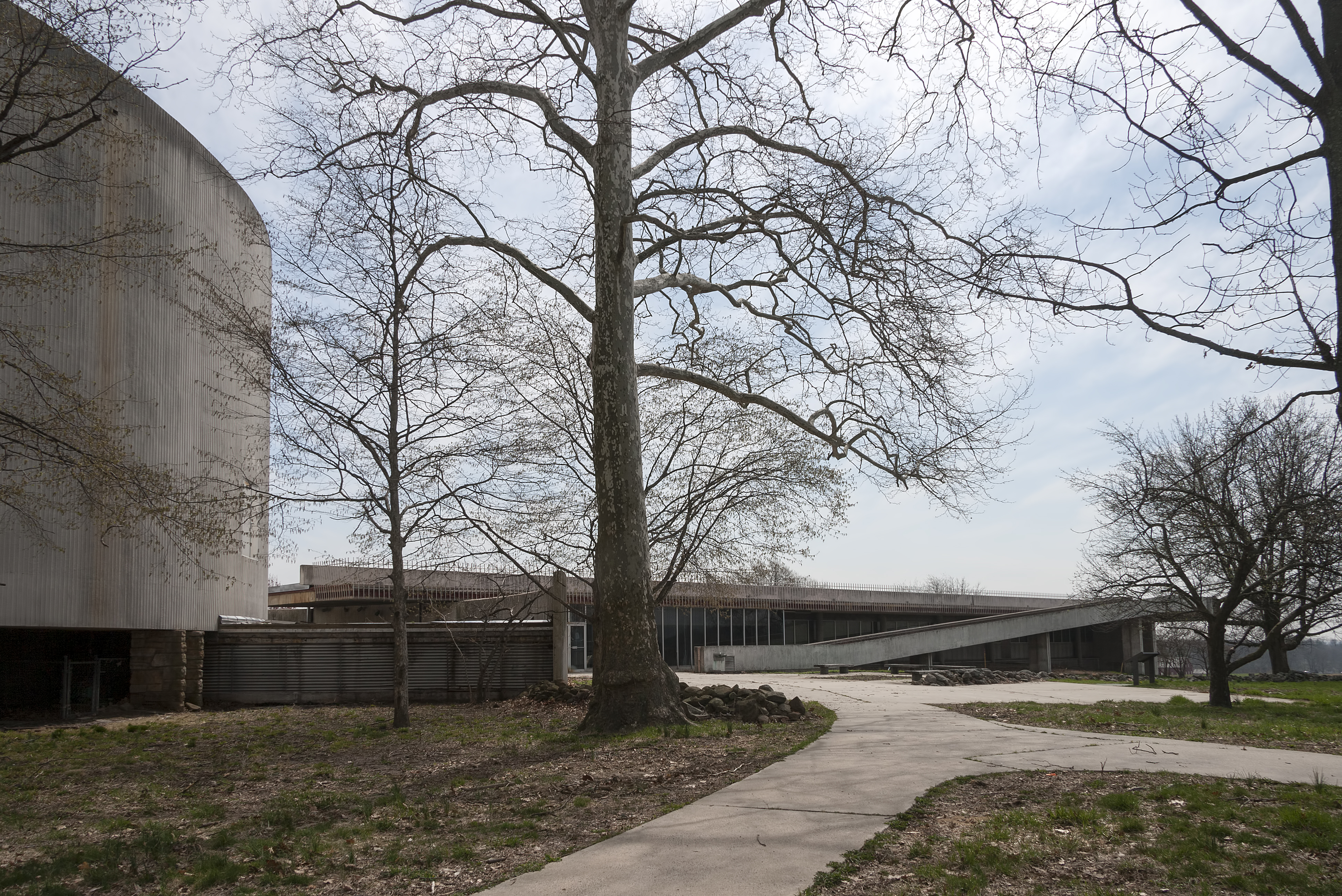
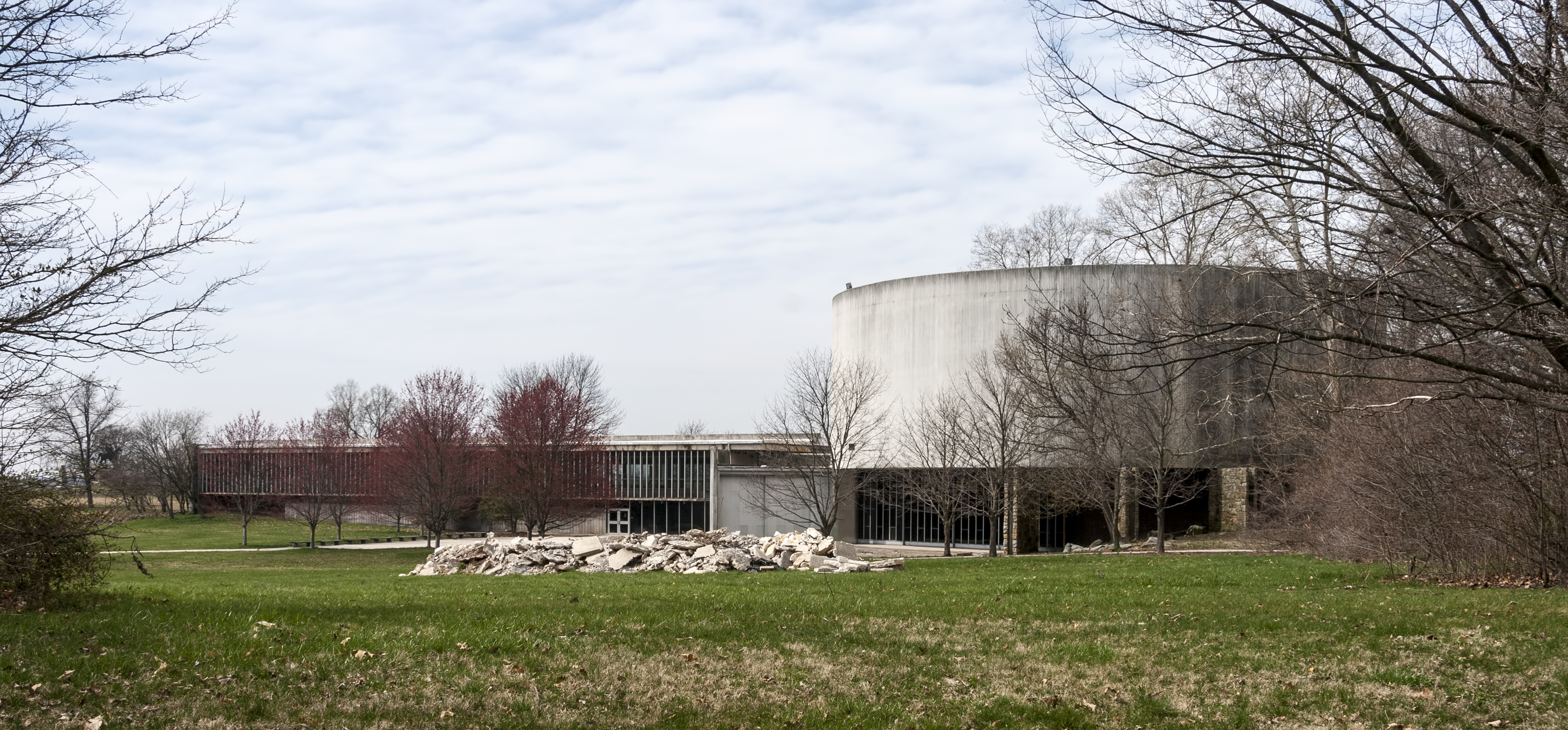
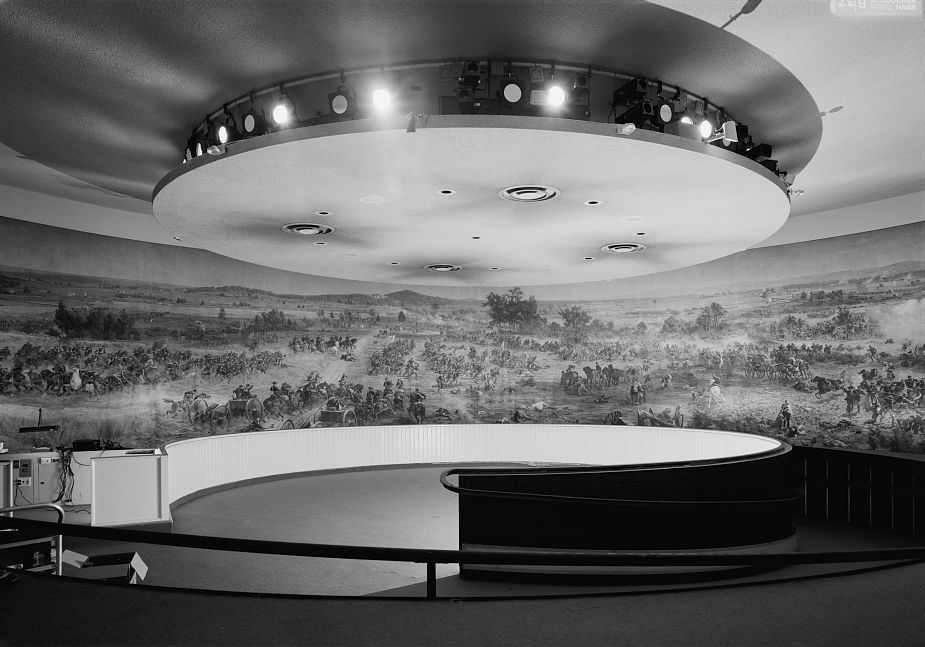
Le Gettysburg Cyclorama (1883) dans le bâtiment.
Intérieur du bâtiment.
Intérieur du bâtiment.